# Чекановский, Ян
Ян Вике́нтьевич Чекано́вский (пол. Jan Czekanowski; 6 октября 1882, Глухув — 10 июля 1965, Щецин) — польский антрополог, лингвист и этнограф, член Польской АН (с 1924).

## Биография

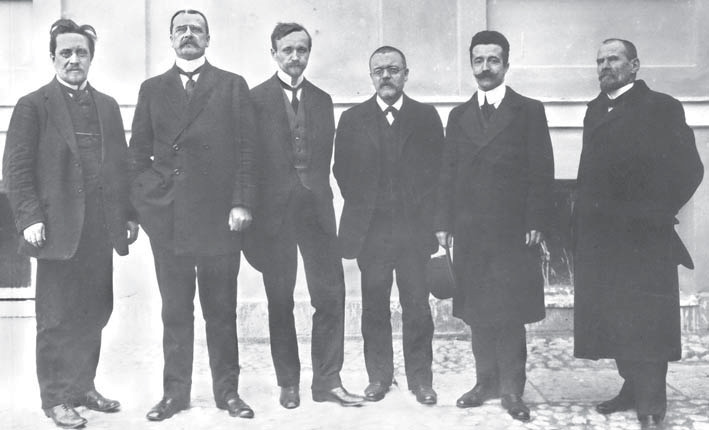
Группа сотрудников МАЭ, 1914 год. Слева направо: К. В. Щенников, Г. Г. Манизер, Я. В. Чекановский, С. М. Дудин, В. М. Лемешевский, Э. К. Пекарский.

Ян Чекановский получил образование в Варшаве, Либаве. Окончил Цюрихский университет. В 1906 году получил степень доктора наук. Работал в Берлинском музее народоведения (1906–1910), участвовал в центрально-африканской экспедиции герцога Мекленбургского (1906–1909).
В 1911—1913 служил хранителем Музея антропологии и этнографии при Петербургской АН. С 1913 по 1941 год работал профессором антропологии в Львовском университете.
В 1934—1936 — ректор Львовского университета.
В 1945—1949 годах работал в Католическом университете в Люблине. С 1946 был профессором антропологии в Познани.
С 1959 года — почётный член Польского антропологического общества.

## Труды
Основные труды Чекановского посвящены антропологическому составу Европы и Центральной Африки, антропологии Польши и Восточной Прибалтики, расовому анализу, проблеме этногенеза славян и других народов Центральной Европы.
Кроме того, Чекановский является автором коэффициента сходства, аналогичного коэффициенту Сёренсена, но на случай обилия. Его именем также назван графовый метод кластеризации (диаграмма Чекановского).

## Галерея

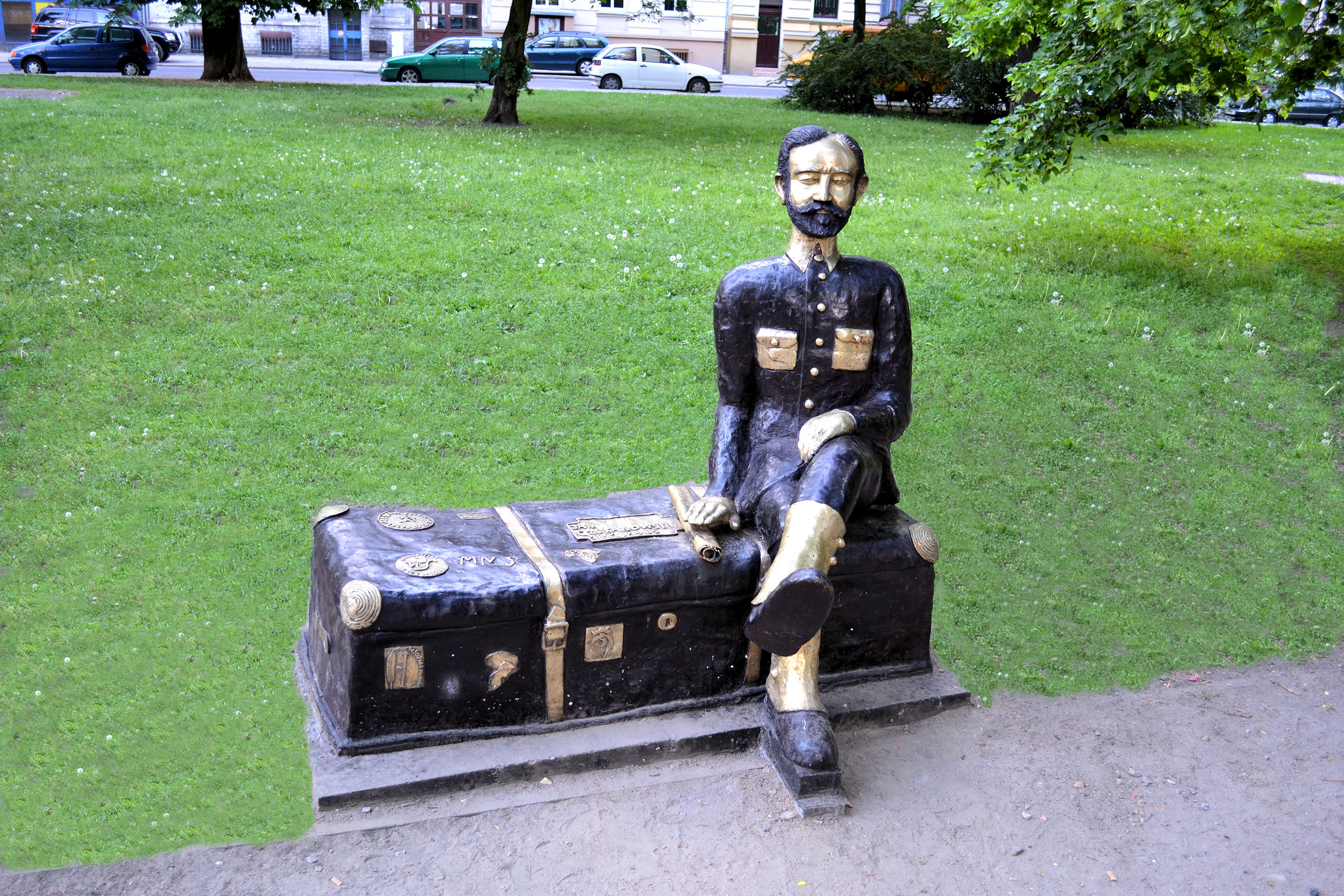
Памятник Чекановскому в Щецине.
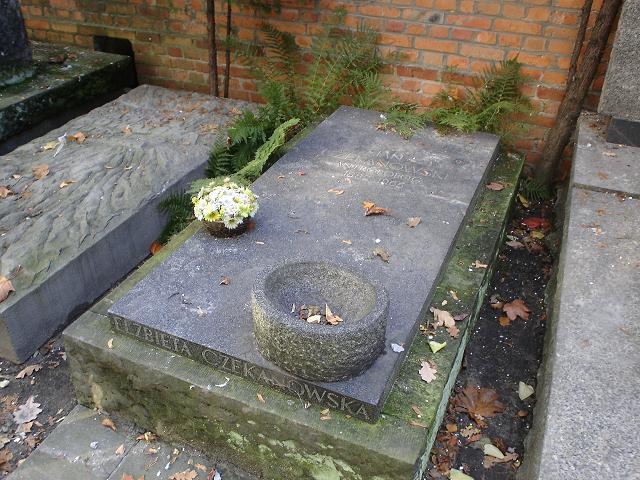
Могила Чекановского на кладбище Повонзки в Варшаве.